# Parc national Mole
Ne doit pas être confondu avec Parc national Mole Creek Karst.
Le parc national Mole est un parc national ghanéen situé dans le nord-ouest du pays.
Il est le parc du Ghana ayant la plus grande superficie.

## Historique
Fondé en 1958, le parc Mole visait à protéger la faune et la flore de cette région. Les populations vivant dans le parc ont été déplacées en 1971, réduisant ainsi la menace humaine sur les mammifères. La présence de braconniers reste avérée dans les environs du parc.